# Paradihány
A Paradihány (eredeti címén: E-I-E-I-D'oh) Simpson család című rajzfilmsorozat 11. évadjának ötödik epizódja. Amerikában 1999. november 7-én mutatták be. Magyarországon 2001. december 8-án mutatta be a Viasat3.

## Tartalom
|  | Alább a cselekmény részletei következnek! |

Homér a moziban egy Zorró-filmet lát, ahol a főhős kihívja párbajra az ellenségeit. Homérnek ez annyira megtetszik, hogy amikor a film után a helyi rosszfiú, Snake leszólja Marge-ot, akkor fog egy kesztyűt, pofon vágja vele a fiút, aki elfut, hogy kibújjon a párbaj elől.
Ezután Homér mindenhol beveti a kesztyűt, emiatt ingyen sört kap Moe-nál, Hibbert doktor nem adja be az injekciót stb., mígnem a Kvie-E-Mart-ban emberére akad, egy texasi elfogadja a kihívást. Másnapra Homér teljesen kétségbeesik, így Marge-ék mentik ki, a család a nagypapa rég elhagyott vidéki házához menekül.
Homérék megpróbálkoznak a farmerkedéssel, de a terméketlen talajban semmi sem terem. Ekkor egy telefon után Lenny küld egy csomag plutóniumot az erőműből, amivel együtt Simpson a vetőmagot is elveti. Másnap érdekes növény terem, kívülről paradicsom, belül azonban dohány.
Az új termény senkinek sem ízlik, de azonnal rászoknak a nikotin tartalma miatt. Homérnak jól megy az üzlet, aki egyszer már megkóstolta az új növényt, a paradihányt (paradicsom-dohány), az véglegesen rászokik, és visszatérő vásárló lesz.
A dohánylobbi is felfedezi Homért, egy 150 millió dolláros ajánlatot tesz az új növényre, de Simpson inkább 150 milliárd dollárt szeretne, erre kidobják. Homér nem bánkódik, hisz tudja, hogy a sok növényből így is gazdag lesz.
Bekövetkezik azonban a tragédia, kóbor állatok, szarvasmarhák, birkák, juhok lelegelik az egész paradihány termést, Homér csak egy tövet tud megmenteni, amit cserépbe ültet. Az elvonás tüneteit mutató állatok azonban megtámadják a farmot, és Simpson kezéből ellopja az utolsó növényt is a lobbi egyik női tagja.
A család hazatérve a házuknál találja a texasit, aki megmérkőzik Homérral. Simpson megsebesül a karján, Lisa kórházba akarja vinni, de Homér előbb nekiesik Marge húsos lepényének.
|  | Itt a vége a cselekmény részletezésének! |